# Amfiteatre de Pèrgam
L'Amfiteatre de Pèrgam fou un antic amfiteatre situat a Pèrgam, a Anatòlia, a l'actual Turquia. Les ruïnes en són al nord-oest de l'actual ciutat de Bergama. Formen part del Patrimoni de la Humanitat de la UNESCO de Pèrgam i el seu paisatge cultural d'estrats múltiples.
L'amfiteatre va ser construït durant l'Imperi romà en els segles I i II. S'hi realitzaven  lluites de gladiadors i d'animals, i també, sembla, naumàquies, (representacions de batalles navals).
Es trobava al vessant nord-occidental del turó del sud-oest de l'Acròpoli de Pèrgam, hui coneguda com a Mussala o Mezarlik. Es va construir a la vall entre el pujol i la muntanya de l'oest, de manera que les graderies dels costats més llargs aprofitaven els pendents geogràfics i només calia construir-ne més als extrems més curts, a l'altra banda de la vall. En direcció nord-sud, el diàmetre de l'amfiteatre era d'uns 136 m, i en direcció est-oest, d'uns 128 m. L'arena del centre de l'amfiteatre tenia 51 m de diàmetre en direcció nord-sud i 37 m en direcció est-oest.

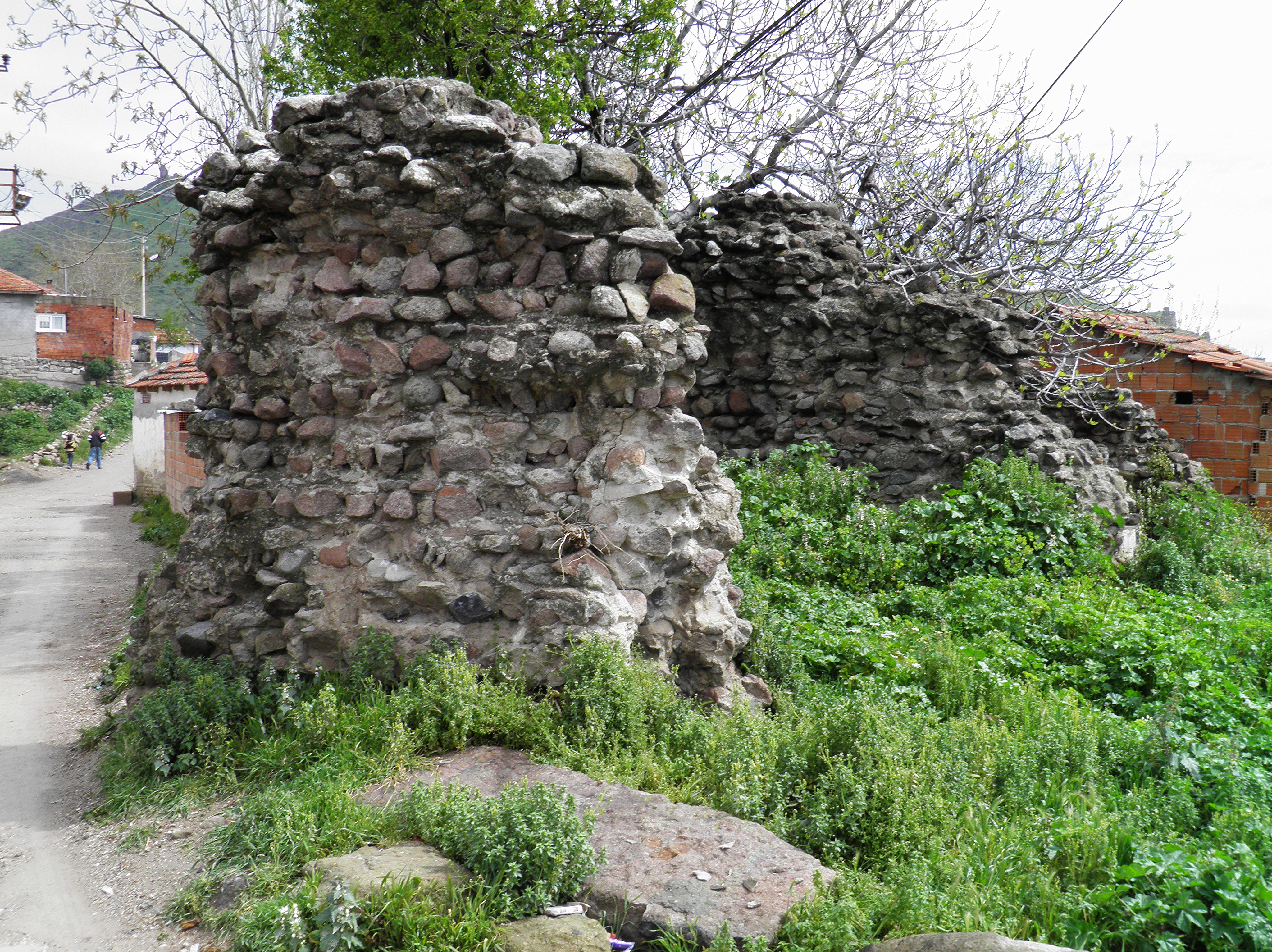
Restes

L'aigua que recorria la vall, que desembocava en el riu Selinus (actual Bergama Çayı), passava per un túnel amb volta davall l'edifici. Es creu que podria haver-se aprofitat per a fer servir el teatre per a representacions de naumàquies abocant-hi aigua. Tanmateix, encara no se n'han trobat proves definitives. Una estructura semblant es troba en l'amfiteatre de Cízic, que també es va construir a la vall.
L'emperador nicè Teodor II Làscaris va visitar l'amfiteatre el 1250. Llavors ja estava en ruïnes, i només se n'esmenten els murs i voltes. Hui, fins i tot en ruïnes, l'edifici és un dels amfiteatres romans més ben conservats d'Anatòlia. Algunes de les estructures per a espectadors segueixen en peus amb una alçada d'uns 30 m. L'excavació arqueològica de l'amfiteatre va començar al 2018, amb l'objectiu d'acabar d'estudiar-lo en cinc anys.